# Hyles orientalis
Hyles orientalis är en fjärilsart som beskrevs av Ebert 1969. Hyles orientalis ingår i släktet Hyles och familjen svärmare. Inga underarter finns listade i Catalogue of Life.